# Asipovitskaje Vadaschovisjtja
Asipovitskaje Vadaschovisjtja (vitryska: Асіповіцкае Вадасховішча) är en reservoar i Belarus.   Den ligger i voblasten Mahiljoŭs voblast, i den centrala delen av landet, 90 kilometer sydost om huvudstaden Minsk. Asipovitskaje Vadaschovisjtja ligger 151 meter över havet.